# Valerio Massimo Manfredi
Valerio Massimo Manfredi (Castelfranco Emilia, província de Mòdena, 8 de març de 1943) és un historiador, escriptor i arqueòleg italià conegut per les seves novel·les històriques sobre el món antic.